# Петриківці (Хмільницький район)
Петрикі́вці — село в Україні, в Уланівській сільській громаді Хмільницького району Вінницької області. Населення становить 500 осіб.

## Населення

### Мова
Розподіл населення за рідною мовою за даними перепису 2001 року:
| Мова       | Відсоток |
| ---------- | -------- |
| українська | 99,42%   |
| російська  | 0,39%    |
| румунська  | 0,19%    |

## Географія
Селом тече річка Самець.